# Hermann Prietze
Hermann August Prietze (* 8. August 1839 in Berge; † 10. Februar 1911 in Goslar) war Bergwerksdirektor und Mitglied des Deutschen Reichstags.

## Leben
Prietze besuchte das Gymnasium zum Kloster Unser Lieben Frauen zu Magdeburg von 1852 bis 1859 und die Universität und Bergakademie zu Berlin von 1861 bis 1864. 1864 war er erst Bergeleve, 1867 dann Bergreferendar und 1870 Bergassessor. Er machte den Krieg 1870/71 als Landwehr-Offizier bei dem 2. Magdeburgischen Landwehr-Regiment mit. Von 1871 bis 1876 war er Hilfsarbeiter und Berginspektor auf dem Königlichen Salzwerk in Staßfurt, alsdann Berginspektor, von 1878 bis 1891 Bergwerksdirektor der Grube "König" bei Neunkirchen. Ab 1891 war er Mitglied und stellvertretender Vorsitzender der Königlichen Bergwerksdirektion zu Saarbrücken, Vorsitzender des Saarbrücker Knappschaftsvereins, Mitglied des Kreisausschusses des Kreises Saarbrücken und des Presbyteriums der evangelischen Gemeinde zu Saarbrücken.
Von 1901 bis 1903 war er Mitglied des Deutschen Reichstags für den Wahlkreis Trier 6 (Ottweiler, St. Wendel, Meisenheim) und die Nationalliberale Partei. Zwischen 1901 und 1908 war er auch Mitglied des Preußischen Abgeordnetenhauses.